# 葛嵩
葛嵩（1448年—1513年），字鍾甫，直隸常州府無錫縣（今江蘇省無錫市）人，明朝政治人物。

## 生平
成化二十二年（1486年）丙午科應天府鄉試第五十一名舉人，弘治十二年（1499年）己未科進士，授行人司行人，奉使周、辽二藩，改禮科給事中。調查薊州軍儲時，彈劾權貴外戚所占民田，并歸還百姓。
正德初年，因厘營弊病與權貴抵抗，并阻勸射獵、彈劾魏國公徐俌，正德二年（1507年）三月升工科右給事中，之後又因與六部九卿聯名彈劾劉瑾，而招致劉瑾大怒，被斥為奸黨罷免。正德八年卒，年六十六。著有《筠轩录》。

## 家族
曾祖葛仲良；祖葛文晟；父葛浩，湖廣按察司经历。母沈氏；继母田氏。慈侍下。兄葛椿。弟葛檜（義官）。子葛泰早亡，以從子工部主事葛恒弟葛豫为后。